# Hydrillodes crispipalpus
Hydrillodes crispipalpus là một loài bướm đêm trong họ Noctuidae.